# 544
Раннє Середньовіччя. Триває чума Юстиніана. У Східній Римській імперії триває правління Юстиніана I. Візантія веде війну з Остготським королівством за Апеннінський півострів і з Персією. Франкське королівство, розділене на частини між синами Хлодвіга. Іберію займає Вестготське королівство, у Тисо-Дунайській низовині лежить Королівство гепідів. В Англії розпочався період гептархії.
У Китаї період Північних та Південних династій. На півдні править династія Лян, на півночі — Східна Вей та Західна Вей. У В'єтнамі Лі Нам Де проголосив себе імператором Вансуана. В Індії правління імперії Гуптів. В Японії триває період Ямато. У Персії править династія Сассанідів.
На території лісостепової України в VI столітті виділяють пеньківську й празьку археологічні культури. VI століття стало початком швидкого розселення слов'ян. У Північному Причорномор'ї співіснують різні кочові племена, зокрема гуни, сармати, булгари, алани, авари.

## Події
- Візантійський імператор Юстиніан I повернув свого полководця Велізарія в Італію. Попри неадекватні сили: 4-тисячне військо й 200 кораблів, Велізарій здобув перемогу над остготом Тотілою й змусив його відійти на північ.
- Перські війська Хосрава I не змогли взяти ні Дару, ні Едесу, і війна зайшла в глухий кут.
- Візантійські війська в Північній Африці зазнали поразки від маврів.
- Візантійський імператор Юстиніан I проголосив едикт, що засуджував три глави. Папа Римський Вігілій відмовився визнати едикт.
- Сирійська православна церква назавжди відокремилася від східного православ'я.